# Giovanni Martinelli (politico 1841)
Giovanni Martinelli (Ferrara, 11 gennaio 1841 – Ferrara, 20 ottobre 1919) è stato un giurista e politico italiano, eletto deputato del Regno per tre legislature (XIII (1876), XIV (1880), XIX (1895)) presso il collegio elettorale Ferrara I e senatore nel 1906.

## Biografia
Fu professore di giurisprudenza presso l'università di Ferrara, della quale divenne rettore nel 1883 (fino al 1909). Fu presidente del consiglio provinciale di Ferrara e Presidente della Cassa di Risparmio di Ferrara (1888-1919).